# Dombeya lecomtei
Dombeya lecomtei är en malvaväxtart. Dombeya lecomtei ingår i släktet Dombeya och familjen malvaväxter.

## Underarter
Arten delas in i följande underarter:
- D. l. lecomtei
- D. l. trichostyla
- D. l. valamainty